# Bernhard Freudenberg
Bernhard Freudenberg, auch Boris Wiktorowitsch Freidenberg, russisch Бори́с Ви́кторович Фрейденбе́рг bzw. Berngard Freidenberg russisch Бернга́рд Фрейденбе́рг (* 7. August 1850 in Frankfurt am Main; † 29. Dezember 1925 in Graz) war ein deutscher Architekt.

## Leben
Freudenberg, Sohn des Kaufmanns Viktor Freudenberg, begann 1867 sein Architekturstudium am Prager Polytechnikum. Nach einem Semester wechselte er als außerordentlicher Hörer an das Polytechnische Institut in Wien, wo er das Studium 1869 sehr erfolgreich abschloss. 1872 wurde er Architekt der Wiener Union-Baugesellschaft und baute zusammen mit Josef Hudetz einen großen Mietkomplex, den Bartensteinblock, in der Bartensteingasse.
1875 verließ Freudenberg Wien, um in Moskau als Architekt zu arbeiten. Zunächst belegte er Kurse an der Moskauer Hochschule für Malerei, Bildhauerei und Architektur und darauf an der Kaiserlichen Kunstakademie mit Abschluss 1877 als Künstler der Architektur 3. Klasse. Nach dem Bau von Mietshäusern in Moskau zusammen mit anderen Architekten und seinem Projekt für ein Stadtdumagebäude wurde er 1880 von der Akademie zum Künstler der Architektur 1. Klasse ernannt. Er baute in Moskau Mietshäuser, Geschäftszentren im Kitai-Gorod-Viertel, öffentliche Gebäude, zwei Bankgebäude, das Brüder-Bachruschin-Krankenhaus (zusammen mit M. N. Tschitschagow 1884–1895), den ersten Teil des Schtschukin-Museums für Russische Altertümer (1892–1895, jetzt Timirjasew-Museum für Biologie) und das erste achtgeschossige Gebäude Moskaus. Er war ein Meister des russischen Eklektizismus und des pseudorussischen Stils.
1894–1896 baute Freudenberg im Zentrum Moskaus an der Neglinnaja die Sandunow-Bäder im Beaux-Arts-Stil. Allerdings konnte er wegen eines Konflikts mit dem Bauherrn Alexei Ganezki den Bau nicht zum Ende bringen und musste Moskau verlassen. 1896 war Freudenberg noch an den Vorbereitungen Moskaus für die Krönungsfeier Kaiser Nikolaus II. beteiligt. Erst 1902–1906 führte er wieder ein Bauvorhaben in Moskau durch zusammen mit Sergei Kalugin: die Petrowski Passage. 1906 folgte noch das Martha-Maria-Kloster in Moskau zusammen mit Alexei Schtschussew und Leonid Steschenski.
1904 verließ Freudenberg mit seiner Frau endgültig Moskau und ließ sich nach einem Aufenthalt in München in Berlin nieder. Ab 1924 lebte er in Graz.